# Стоя на Млечном Пути
Стоя на Млечном Пути (англ. Standing Up in the Milky Way) — первый эпизод американского документального телевизионного шоу «Космос: пространство и время». Премьера эпизода состоялась 9 марта 2014 года на нескольких каналах, включая National Geographic Channel, FX и Fox Life. Повествование ведётся от лица бессменного ведущего шоу, астрофизика Нила Деграсса Тайсона, в то время как режиссёром эпизода стал Брэннон Брага, продюсерами — Ливия Ханич и Стивен Хольцман, а сценаристами — Энн Друян и Стивен Сотер.
Сериал представляет собой продолжение сериала Карла Сагана «Космос: персональное путешествие» и одновременно его перезапуск. Ведущим обновлённого сериала на протяжении всех 13 эпизодов оставался астрофизик Нил Деграсс Тайсон, который рассказывал о достижениях в области астрономии, физики, исследований пространства-времени, астрофизики, биологии и других самых разнообразных наук. В данном эпизоде Тайсон, используя «корабль воображения», совершит путешествие по Солнечной системе и галактике Млечного Пути, а также расскажет о жизни Джордано Бруно, философа эпохи Возрождения, и его представлениях о космосе. Кроме того, Нил Деграсс Тайсон заново введёт понятие Космического Календаря, исследует события истории Вселенной от Большого взрыва до наших дней и отдаст дань уважения Карлу Сагану. В начале эпизода также было представлено краткое введение, записанное президентом США Бараком Обамой.
Эпизод получил положительные отзывы критиков. Тем не менее, эпизод не раз подвергался критике за историческую неточность в описании жизни Джордано Бруно. Эпизод был номинирован на 66-й церемонии вручения прайм-таймовой премии «Эмми» в области творческих искусств в номинации «Выдающееся музыкальное сопровождение к сериалу» и одержал победу.

## Сюжет

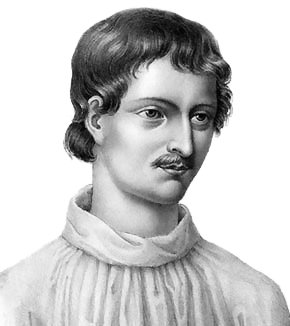
Джордано Бруно, философ эпохи Возрождения. Его судьба и идеи описываются в анимационных вставках эпизода.

Серия начинается с краткого вступления, записанного президентом США Бараком Обамой. В этом вступлении описывается «дух открытий» и разъясняется цель сериала, которая состоит в том, чтобы привить этот «дух» зрителям.
Эпизод открывается размышлениями Тайсона о важности оригинального «Космоса» и его целях. Он представляет зрителям «корабль воображения», один из элементов повествования в шоу, и при помощи него показывает настоящее, прошлое и возможное будущее Земли. Отправившись в полёт на «корабле», Тайсон раскрывает зрителю так называемый «космический адрес» Земли, который начинается с названия самой планеты и заканчивается Сверхскоплением Девы и наблюдаемой Вселенной. Позже Тайсон объясняет, что человечество не всегда определяло «космический адрес» так, как сейчас, и описывает судьбу итальянского учёного эпохи Возрождения Джордана Бруно (при помощи нового элемента повествования — анимационных вставок), которого преследовала церковь за идеи о вращении Земли вокруг Солнца. Чтобы показать видение Бруно (его озвучил Сет Макфарлейн) структуры космоса, использовалась анимированная адаптация гравюры Фламмариона, созданной в XIX веке и ныне ставшей распространенным интернет-мемом, обозначающим раскрытие тайн Вселенной.
Эпизод продолжается с переходом от темы пространства к теме времени. Тайсон вводит понятие Космического Календаря, ещё одного регулярного элемента повествования, для рассмотрения всей истории наблюдаемой Вселенной от Большого взрыва до наших дней. Вся суть сводится к тому что эта история сжимается до одного календарного года, в котором Большой взрыв происходит в полночь 1 января, а вся человеческая история занимает последние 14 секунд последней минуты 31 декабря. После рассказа о Космическом Календаре Тайсон завершает эпизод рассказом о том, как его вдохновил Карл Саган.

## Производство

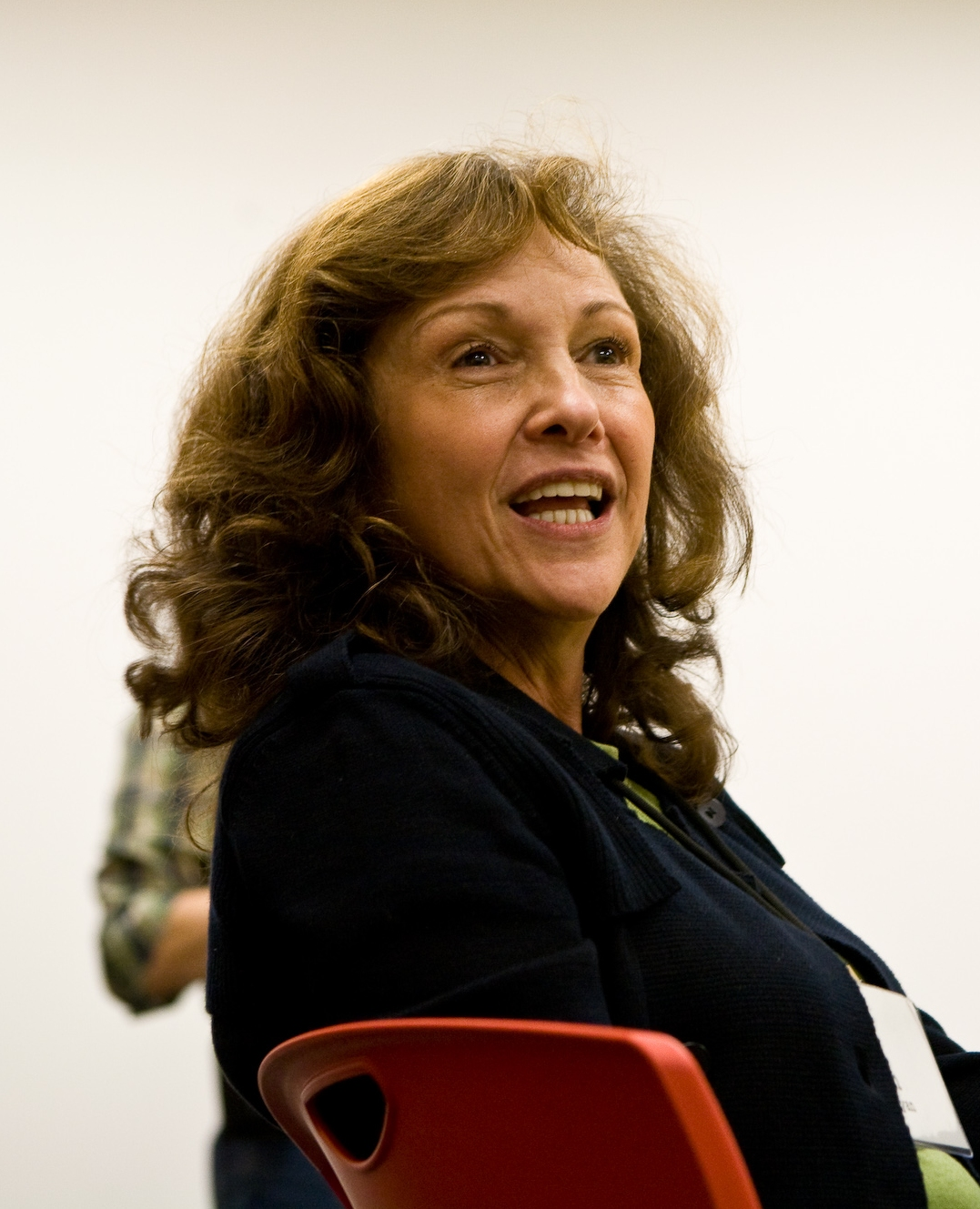
Энн Друян, вдова Карла Сагана и соавтор сценария «Космоса».

Энн Друян, Стивен Сотер и астрофизик Нил Деграсс Тайсон запланировали создание новой, отличающейся современностью версии сериала «Космос: персональное путешествие» и долгое время пытались предложить данную идею различным телевизионным сетям даже после смерти Карла Сагана. В 2008 году, на открытии Science & Entertainment Exchange, с Тайсоном встретился продюсер Сет Макфарлейн, которого Тайсон познакомил с Энн Друян, а через год Сет Макфарлейн узнал о идее создать современную версию «Космоса». Сет Макфарлейн заинтересовался этой идеей и успешно представил её руководству телевизионной сети Fox.
Режиссёром эпизода «Стоя на Млечном Пути» стал Брэннон Брага, а сценарий для него написали Энн Друян и Стивен Сотер. Основное повествование эпизода включало описание жизни философа Джордано Бруно, которого, а также еще несколько второстепенных персонажей, озвучил Сет Макфарлейн. Спецэффектами для сериала, и для данного эпизода в том числе, занималась нью-йоркская студия DIVE VFX, которая, среди прочего, создала «множественность звёздных скоплений, галактик, туманностей». «Стоя на Млечном Пути» впервые демонстрирует обновлённый «корабль воображения», созданный согласно концепции художника Райана Черча, которую веб-сайт The Verge описал как «„Энтерпрайз“ Джей Джей Абрамса». Продюсером анимационных вставок стала Кара Валлоу.

## Рейтинги и отзывы
«В «Космосе: пространство и время» Сет Макфарлейн и Нил Деграсс Тайсон показывают нам удивительный и захватывающий взгляд на Вселенную. Охватывая множество наук и всё, что может это предложить, документальный сериал никак не вяжется с его несколько противоречивым описанием религиозных верований, но он передаёт оливковую ветвь творческому мышлению и играет с понятием веры при своем причудливом взгляде на макромир»
Премьера эпизода на телеканала Fox собрала у телеэкранов 5,77 млн зрителей, определив рейтинг 2,1/5 в возрастной категории 18-49. Однако, согласно рейтингу Нильсена, «показ эпизода на 10 различных телеканалах сети Fox, включая National Geographic Channel и FX, собрал в общей сложности 8,5 млн зрителей». Также исполнительный продюсер сериала Сет Макфарлейн разместил эпизод в интерактивной сети Твиттер, где его только в прямом эфире посмотрело 12 миллионов американцев и еще 17,5 миллионов зрителей посмотрело это видео через цифровые видеорекордеры.
«Стоя на Млечном Пути» был хорошо принят критиками. Джон Тети из The A.V. Club поставил эпизоду отметку «B». Согласно заявлению в его положительном обзоре сериала: «„Космос: пространство и время“ амбициозный и странный сериал. Он пытается передать в течение каждого еженедельного эпизода длиной в 44 минуты все самые экспансивные открытия человечества. Это более чем амбициозно». Недостатком шоу он назвал «неаккуратность описаний, которая с развитием эпизода заметна все больше и больше». Макс Николсон из IGN оценил эпизод на 8,5 («отлично»), сделав вывод, что «документальный сериал никак не вяжется с его несколько противоречивым описанием религиозных верований, но он передаёт оливковую ветвь творческому мышлению и играет с понятием веры при своем причудливом взгляде на макромир». Журналист Фил Плэйт из журнала Slate также дал о шоу положительный отзыв, написав, что он рассматривает эпизод «как выражение более интересного и существенного мнения насчет подавления мысли и великолепия свободы исследования идей».
Имелись также обзоры, которые резко раскритиковали эпизод за историческую неточность в жизнеописании Джордано Бруно, а также за то, что эпизод практически не рассматривает других, более известных астрономов того времени, таких как Коперник или Галилей, а также таких философов как Николай Орем и Николай Кузанский, которые высказали гипотезу о множестве миров намного раньше Бруно. Рецензенты также жаловались на неточность, заключающуюся в том, что все проблемы Бруно не обязательно сваливались на него из-за его веры во множество миров.
Во время премьеры эпизода на канале сети Fox города Оклахома-Сити, KOKH-TV (также известном как Fox 25), произошел небольшой инцидент — прямо посреди монолога Тайсона о развитии человека вклинился 15-секундный ролик, рекламирующий девятичасовые новости для прайм-тайма Fox 25. Позднее руководство канала принесло свои извинения, назвав инцидент «ошибкой оператора», отрицая все возможности того, что это было сделано специально.